# Acanthonevra normaliceps
Acanthonevra normaliceps är en tvåvingeart som först beskrevs av Günther Enderlein 1911.  Acanthonevra normaliceps ingår i släktet Acanthonevra och familjen borrflugor. Inga underarter finns listade i Catalogue of Life.